# Gabriele Sella
Gabriele Sella (ur. 15 kwietnia 1963 w Cavarzere, zm. 2 czerwca 2010 w Fasana  Polesine) – włoski kolarz torowy, brązowy medalista mistrzostw świata.

## Kariera
Największy sukces w karierze Gabriele Sella osiągnął w 1984 roku, kiedy wspólnie z Vincenzo Cecim zdobył brązowy medal w wyścigu tandemów na mistrzostwach świata w Barcelonie. W zawodach tych Włosi ulegli tylko duetom Frank Weber i Hans-Jürgen Greil z RFN oraz Philippe Vernet i Franck Dépine z Francji. Na rozgrywanych rok wcześniej igrzyskach śródziemnomorskich w Casablance Sella zdobył złoty medal w sprincie indywidualnym. W tej samej konkurencji wystartował również na igrzyskach olimpijskich w Los Angeles w 1984 roku, gdzie rywalizację zakończył już w eliminacjach.
W 2010 roku Sella uderzył motocyklem w ścianę, w wyniku czego zmarł na miejscu. Miał 47 lat.